# Пудова Ірина Аркадіївна
Іри́на Арка́діївна Пудова (рос. Ирина Аркадьевна Пудова) — відома якутська балерина.

## Життєпис
Народилась 30 січня 1959 року в Покровську, Республіка Саха, Росія.
Закінчила Академічне хореографічне училище ім. А. Я. Ваганової (Санкт-Петербург, педагог — Сафронова Л. Н.), згодом там же здобула освіту за фахом педагог-репетитор.
Працює в Театрі опери та балету Республіки Саха.

## Основні партії
- Вакханка («Вальпургієва ніч» — Гуно Ш.);
- Жізель («Жізель» — Адан А.);
- Попелюшка («Попелюшка» — Прокоф'єв С. С.);
- Кітрі («Дон Кіхот» — Мінкус Л.);
- мазурка («Шопеніана» — Шопен Ф.);
- Маша («Лускунчик» — Чайковський П. І.);
- Нікія («Баядерка» — Мінкус Л.);
- Ньургуяна («Чурумчуку» — Батуєв Ж., Карпінська К.);
- Пахіта («Пахіта» — Мінкус Л.);
- сьомий вальс («Шопеніана» — Шопен Ф.).

## Нагороди
- Грамота міськкому ВЛКСМ «Кращий дебют року» (1982),
- Всесоюзний конкурс артистів балету та балетмейстерів (Москва) (1984).